# میخیلو استاریتسکی
میخیلو استاریتسکی (اوکراینی: Михайло Петрович Старицький؛ ۲ دسامبر ۱۸۴۰ – ۱۴ آوریل ۱۹۰۴) نمایشنامه‌نویس، بازیگر، کارگردان، و شاعر اهل امپراتوری روسیه بود.